# Sonic Dream Team
《Sonic Dream Team》（中国大陆又译作）是一款由Hardlight開發并由世嘉發行通过Apple Arcade在iOS、macOS和tvOS的平台游戏，於2023年12月5日發布。

## 評價
根据评论聚合网站Metacritic的数据，《Sonic Dream Team》在9条评论的基础上获得了“普遍好评”。
AppTrigger表示，这款游戏“3D Sonic的粉丝们已经等了很长时间”。几位评论家称赞了它的美学、引人入胜的进球和游戏感，同时也称故事“平淡无奇”，游戏非常简短。

## 外部連結
- 官方网站